# Меленевский, Олег Борисович
Олег Борисович Меленевский (12 ноября 1951, Новоград-Волынский, Житомирская область — январь 2008 или 15 февраля 2008, Ахтырка, Сумская область или Симферополь) — советский и украинский актёр. Заслуженный артист Украины (1995).

## Биография
Родился 12 ноября 1951 года в городе Новоград-Волынский Житомирской области. С 1972 года — актёр Крымского академического русского драматического театра им. Горького. В 1974 году окончил Киевский государственный институт театрального искусства им. Карпенко-Карого (преподаватель А. И. Соломарский). В 1979—1981 годах работал в Калининградской областной филармонии.
Наиболее известен по роли в советском фильме «Сошедшие с небес» (1986).
Умер в январе 2008 года в городе Ахтырка Сумской области (по другим данным 15 февраля 2008 года в Симферополе). 

## Работы в театре
| Роль          | Постановка          | Автор        |
| ------------- | ------------------- | ------------ |
| Солёный       | Три сестры          | А. Чехов     |
| Менахем-Мендл | Поминальная молитва | Г. Горин     |
| Коровьев      | Мастер и Маргарита  | М. Булгаков  |
| Вине          | Они были актёрами   | Г. Натансон  |
| Осип          | Ревизор             | Н. Гоголь    |
| Казарин       | Маскарад            | М. Лермонтов |
| Кромвель      | Королевские игры    | Г. Горин     |
| Ильин         | Пять вечеров        | А. Володин   |

## Фильмография
- 1986 — Сошедшие с небес — Гриша
- 1989 — Авария — дочь мента — милиционер[4]
- 1994 — Фантом — Сычёв
- 1997 — Черноморский рейд — полковник Иван Поровский
- 2004 — Неслужебное задание — полковник (озвучивание: Вадим Андреев)

## Награды
- Заслуженный артист Украины (1995)[5]
- Премия Автономной Республики Крым за 2005 год в номинации «Театральное искусство, телевидение, кинематография» — за постановку спектакля «Возвращение Мастера и Маргариты» в Крымском академическом русском драматическом театре им. М. Горького[6]